# Várvölgy
Várvölgy község Zala vármegyében, a Keszthelyi járásban, Keszthelytől országúton mintegy 15 kilométerre. A Balaton-felvidéki borvidék cserszegi körzetének része.

## Fekvése
Várvölgy a Keszthelyi-fennsík keleti szélén, a Tátika-csoportban, a Tapolca és Keszthely összekötésében fontos szerepet játszó, Lesencetomaj–Zalaszántó között húzódó 7342-es út mentén fekszik. Keszthellyel a 7343-as út köti össze, és déli határában indul a Vállusra vezető 73 157-es út is. Utóbbi Vállus lakott területét elhagyva is folytatódik (ott már az előbbi számozás nélkül), egészen Balatongyörökig, de az a szakasz korlátozott forgalmú erdészeti út.
Autóbusszal Keszthely és Tapolca felől is jól megközelíthető.

## Címere
Az álló, háromszögű pajzs kék mezejében alul zöld hármashalom díszlik. A középső halmon a falu védőszentjére utaló, liliomban végződő, szárain ezüst és fekete váltakozásával élre csiszolt, úgynevezett Domonkos-kereszt áll. A két szélső halmon egy-egy, álló indás, arany szőlőtő fogja közre a keresztet két-két levéllel és egy-egy szőlőfürttel. A szőlőindák végei a kereszt felett egymásba fonódnak. A címerpajzs alatt hármas tagolású, fecskefarokban végződő, íves aranyszalag  lebeg, rajta feketével a nagybetűs VÁRVÖLGY felirat, valamint a település neve előtt és után egy-egy díszpont.

## Története
A mai Várvölgy helyén fekvő Zsid települést először említő okirat az almádi monostor alapítólevele (kelt 1121-ben) – a szó állítólag szláv eredetű. 1256-ban Civies de Syd, 1280 körül és 1358–1372 között ugyancsak Syd néven írták. 1358–1372-ben a Rezi vár tartozékai közé tartozott.
1444-ben itt adták ki oklevelüket a vármegye szolgabírái.
A 15. században a mai település helyén két falu: Alsózsid és Felsőzsid állt a gersei Pethők tulajdonában. A törökök komolyabb pusztítást nem végeztek a két településen, de a lakosok száma csökkent, a templom állapota romlott. A 18. században a Festeticsek a birtokukhoz csatolták a területet.
A népesebb Felsőzsidről 1940 óta vezetett kövezett út Tapolca felé. A mai település 1942-ben keletkezett Alsózsid és Felsőzsid egyesítéséből. A község neve ekkor Bakonyzsid volt, s 1943-ban vette fel a Várvölgy nevet.
1948 óta közlekedik a településre autóbusz. Termelőszövetkezete 1959-ben alakult, ám a mezőgazdaság egyre inkább háttérbe szorult a település életében. Az 1960-as években a falu lakossága nagyban csökkent, és az ott maradók is máshol kerestek munkát. 1966-tól közös tanácsú község székhelye volt (Vállust innen igazgatták), majd 1990-től újból önálló település. Azóta a községben komoly falusi turizmus épült ki.

## Közélete

### Polgármesterei
- 1990–1994: Kiss Ferenc (független)[6]
- 1994–1998: Dr. Kámán József (független)[7]
- 1998–2002: Nagy-Balázs Jánosné (FKgP)[8]
- 2002–2006: Nagy-Balázs Jánosné (független)[9]
- 2006–2010: Szánti József (független)[10]
- 2010–2014: Szánti József (független)[11]
- 2014–2019: Barcza Balázs (független)[12]
- 2019–2024: Barcza Balázs (független)[13]
- 2024– : Barcza Balázs (független)[1]

## Népesség
A település népességének változása:
| Lakosok száma | 1041 | 1049 | 1043 | 1009 | 961  | 936  | 937  |
|               | 2013 | 2014 | 2015 | 2021 | 2022 | 2023 | 2024 |

A 2011-es népszámlálás idején a nemzetiségi megoszlás a következő volt: magyar 96,7%, cigány 1,53%, német 1,53%. A lakosok 70,4%-a római katolikusnak, 1,73% reformátusnak, 5,2% felekezeten kívülinek vallotta magát (21,5% nem nyilatkozott).
2022-ben a lakosság 91,6%-a vallotta magát magyarnak, 1,5% németnek, 1,1% cigánynak, 0,2% lengyelnek, 0,1% görögnek, 0,1% örménynek, 1,6% egyéb, nem hazai nemzetiségűnek (8,3% nem nyilatkozott; a kettős identitások miatt a végösszeg nagyobb lehet 100%-nál). Vallásuk szerint 55% volt római katolikus, 2,3% református, 0,5% ortodox, 0,2% görög katolikus, 0,1% evangélikus, 0,5% egyéb keresztény, 0,7% egyéb katolikus, 6,3% felekezeten kívüli (33,7% nem válaszolt).

## Nevezetességei
- Alsózsidi templom (gótikus)

A falu műemlék templomát a 14. század elején Károly Róbert király uralkodása idején építették gótikus stílusban, a jelenlegi romantikus formáját 1899-ben kapta. Tornyában van az ország legrégibb harangja, melyet 1524-ben öntöttek.
- Felsőzsidi temetőkápolna: barokk stílusban épült a 18. században.

## Híres emberek
- Itt született Szivler József magyar színész, rendező, a Pécsi Nemzeti Színház örökös tagja

## Régi mondások, falucsúfolók a településről
- A zsidi bor rabvallató.[16]
- A zsidiek bepörűték a rezi várt, mer nem engette a napot rájuk sütnyi.[16]

## Egyéb
- A falu védőszentje szent Domonkos; neki szentelték az alsózsidi templomot és róla nevezték el az út kanyarulatában álló vendéglőt is. Ennek nyugati homlokzatán Orr Lajos helybéli szobrászművész a leendő szent anyjának álmában látott attribútumokat örökítette meg; az épület falait a szent életére utaló vakolatdíszek ékítik.
- A településről származott a nemes sidi Sidy család, amelynek a legjelentősebb tagja sidi Sidy Mihály (†1711), az egervári várkastély vicekapitánya, zalai főszolgabíró, zalamegyei külön kiküldött követ a szécsényi országgyűlésen.

## Testvérváros
- Gelence, Románia (Erdély)[17]

## Képek

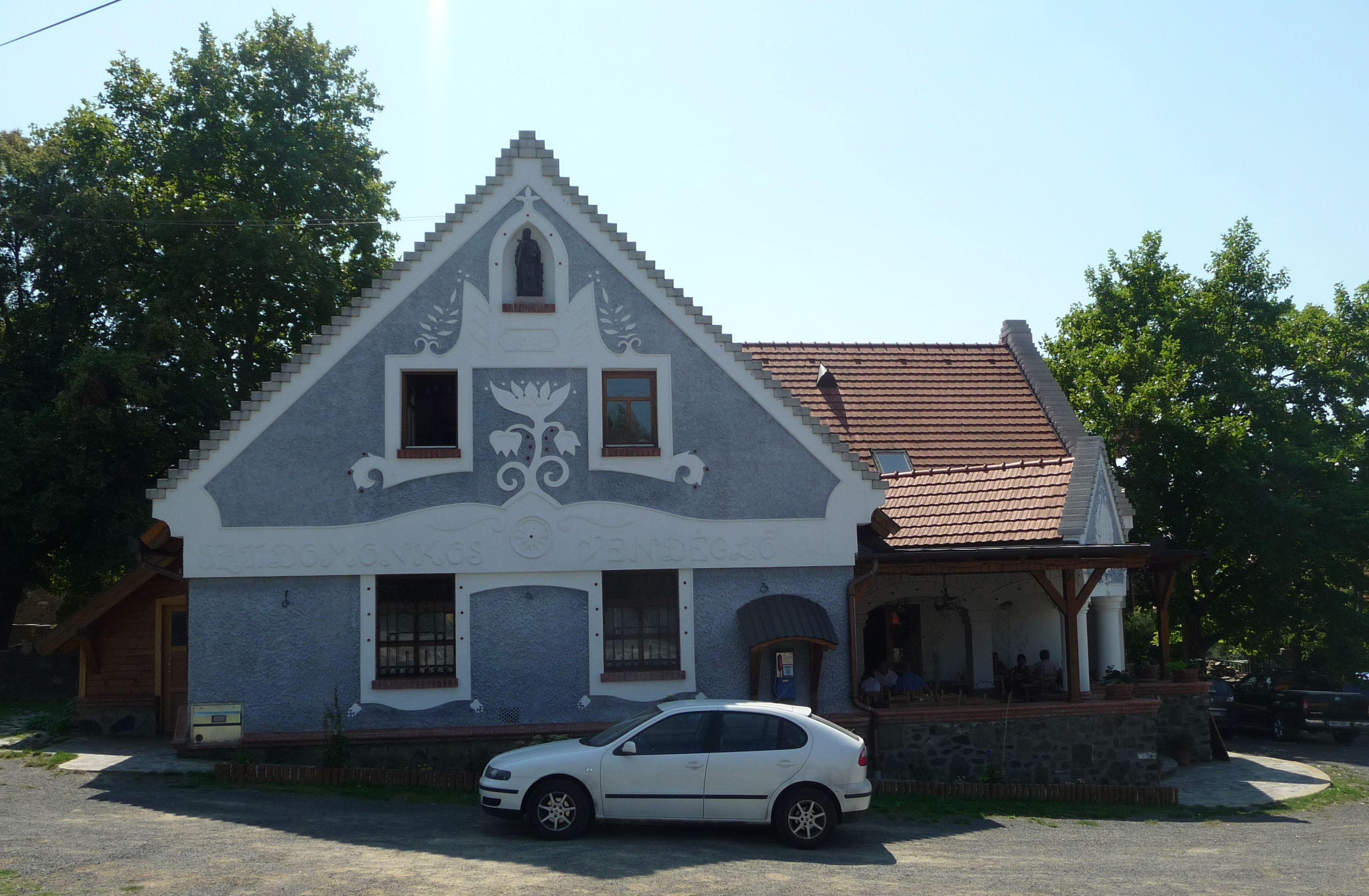
A Szent Domonkos vendéglő nyugati homlokzata
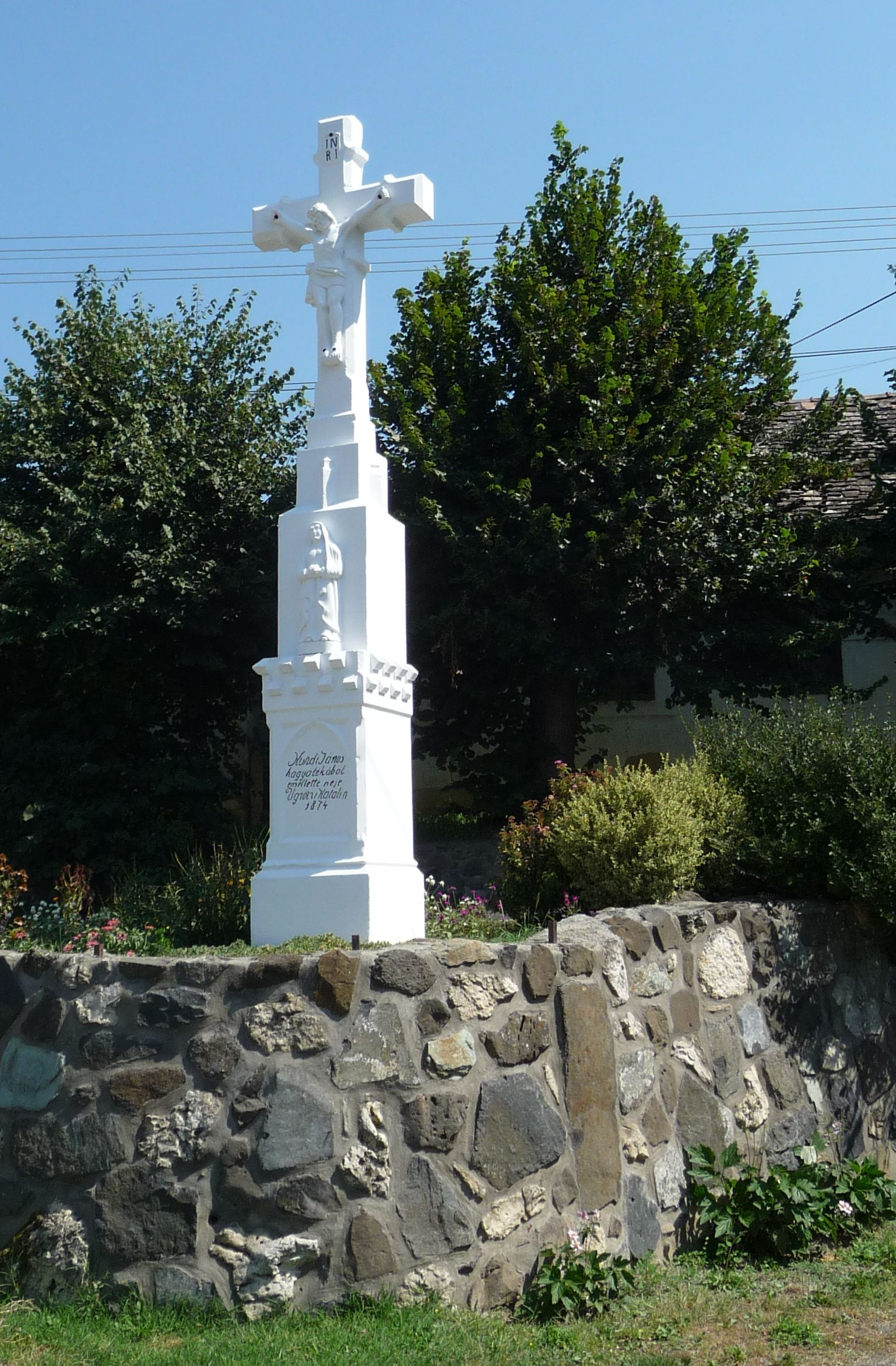
Kurdi János keresztje a főutcán. Talapzatán a felirat: „Kurdi János hagyatékából emeltette neje Ungvári Katalin 1874”

## Külső hivatkozások
- A falu honlapja